# Geschichte des Frauenradrennsports

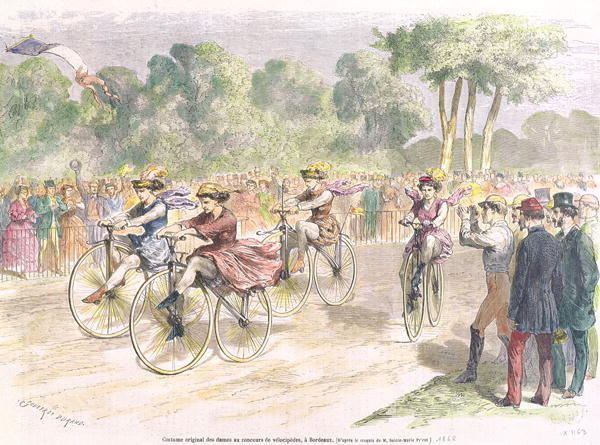
Erste bekannte Abbildung eines Frauenradrennens, bei Bordeaux 1868

Die Geschichte des Frauenradrennsports begann in den 1870er Jahren, als Frauen an Radrennen, insbesondere an Wettbewerben im Straßen- und Bahnradsport teilnahmen. Mit der Einführung des sogenannten  Kurbelvelozipeds in den 1860er und des Hochrades in den 1870er Jahren wurden Radrennen in Teilen Europas und Nordamerika populär. Von Beginn an nahmen Frauen an Radrennen teil, mussten sich aber, wie damals weit verbreitet, mit Vorbehalten und Anfeindungen auseinandersetzen, wenn auch immer wieder einzelne Frauen Aufsehen durch Distanzfahrten und Rekordleistungen erregten. Ab der Wende zum 20. Jahrhundert wurden sportliche Wettbewerbe von Frauen von einigen nationalen Verbänden sogar verboten.
Meisterschaften, ob nationale oder internationale, wurden in den folgenden Jahrzehnten nur inoffiziell ausgetragen und meist von privaten Veranstaltern organisiert. Zeitungen ignorierten diese Wettbewerbe in der Regel. Erst seit den 1950er Jahren gibt es offizielle Radrennen für Frauen, zunächst nur auf nationaler Ebene. Der Bund Deutscher Radfahrer (BDR) sprach sich erst in seiner Hauptversammlung im März 1967 per Beschluss für den Frauenradsport als Bestandteil des BDR aus. Bis 1968 sollten die im BDR vertretenen Landesverbände die Voraussetzung auf Länderebene zur Austragung von Radrennen für Frauen in der Verantwortung des BDR schaffen. 1958 waren Frauen erstmals bei Straßen-Weltmeisterschaften zugelassen. Seit 1984 ist der Straßenradsport für Frauen auch olympische Disziplin; der Bahnradsport folgte 1988, Mountainbike- und BMX-Rennen 2008.
Bisher ist das Thema wenig wissenschaftlich-historisch bearbeitet worden.

## Frauen und Fahrrad
Die erste deutsche Radlerin war nach Angaben des Berliner Tageblatts 1908 „Frau Choralist Schneider“, die – 1908 bereits 73 Jahre alt – „seit 25 Jahren eine treue Freundin des Rades“ gewesen sei.
Seit Beginn der 1890er Jahre wurde das Hochrad vom sogenannten Niederrad abgelöst, und Fahrräder, bisher ein Luxusgut für die höheren Kreise, wurden zunehmend erschwinglicher. Es bot neue Möglichkeiten der Mobilität: „Das Fahrrad befreite die Frauen aus der Enge des Hauses. Es führte sie aus der Stadt heraus auf das Land, in die frische Luft und die Natur.“ Die niederländische Frauenbewegung De Evolutie propagierte 1895 „das Radfahren als Akt der Befreiung, mit dem die Frauen der Enge und erstickenden Atmosphäre der Stadt entfliehen und ihr Bedürfnis nach körperlichen Entwicklung stillen konnten“. Zudem hatte der Radsport Auswirkungen auf die Mode: Die bis dahin üblichen langen Röcke und Korsetts waren beim Fahrradfahren äußerst hinderlich, und Frauen gingen zunehmend dazu über, ihre Röcke zu kürzen, das Korsett abzulegen oder gar praktische Hosenröcke und Pumphosen (sog. „Bloomers“) zu tragen. Wegen dieser praktischen Kleidung und der gespreizten Beinhaltung beim Radfahren standen Fahrradfahrerinnen unter starker Kritik bis hin zu dem Verdacht, dass das Fahrradfahren sogar eine Onanie begünstige; Ärzte befürchteten zudem, Fahrerinnen könnten sich diverse Krankheiten zuziehen, wie etwa Geschwüre, oder unfruchtbar werden. Andere, etwa Carl Fressel 1897, befürworteten aus gesundheitlichen Gründen das Frauenradfahren.

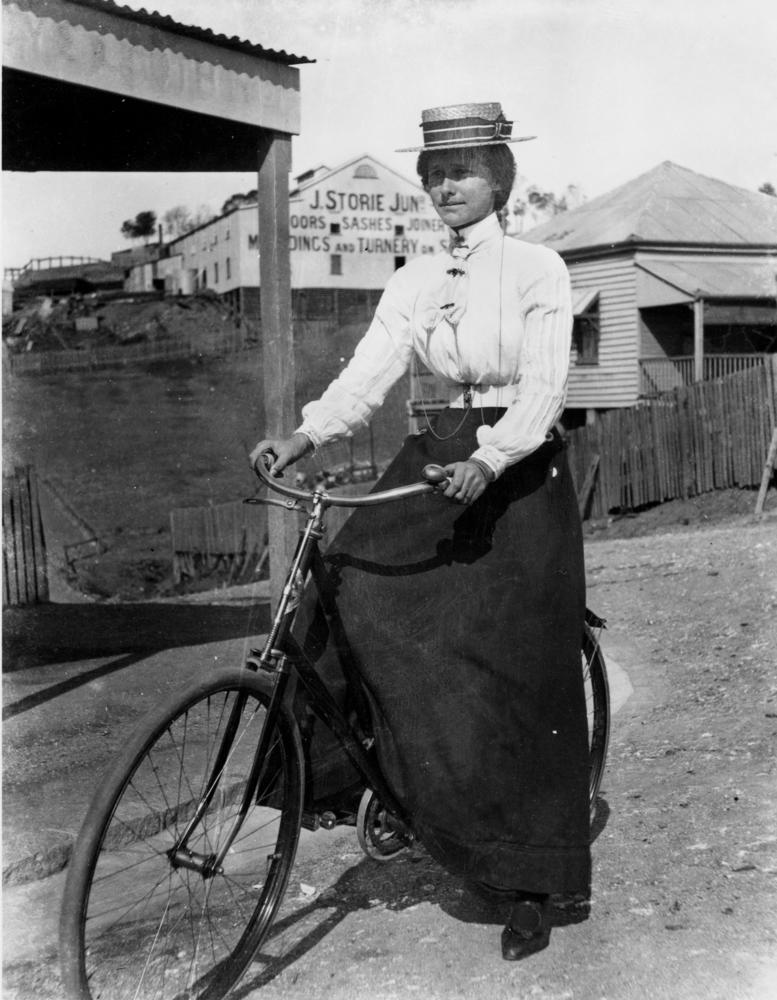
Radfahrerin in konventioneller Kleidung mit weitem Rock, Brisbane, zwischen 1890 und 1900
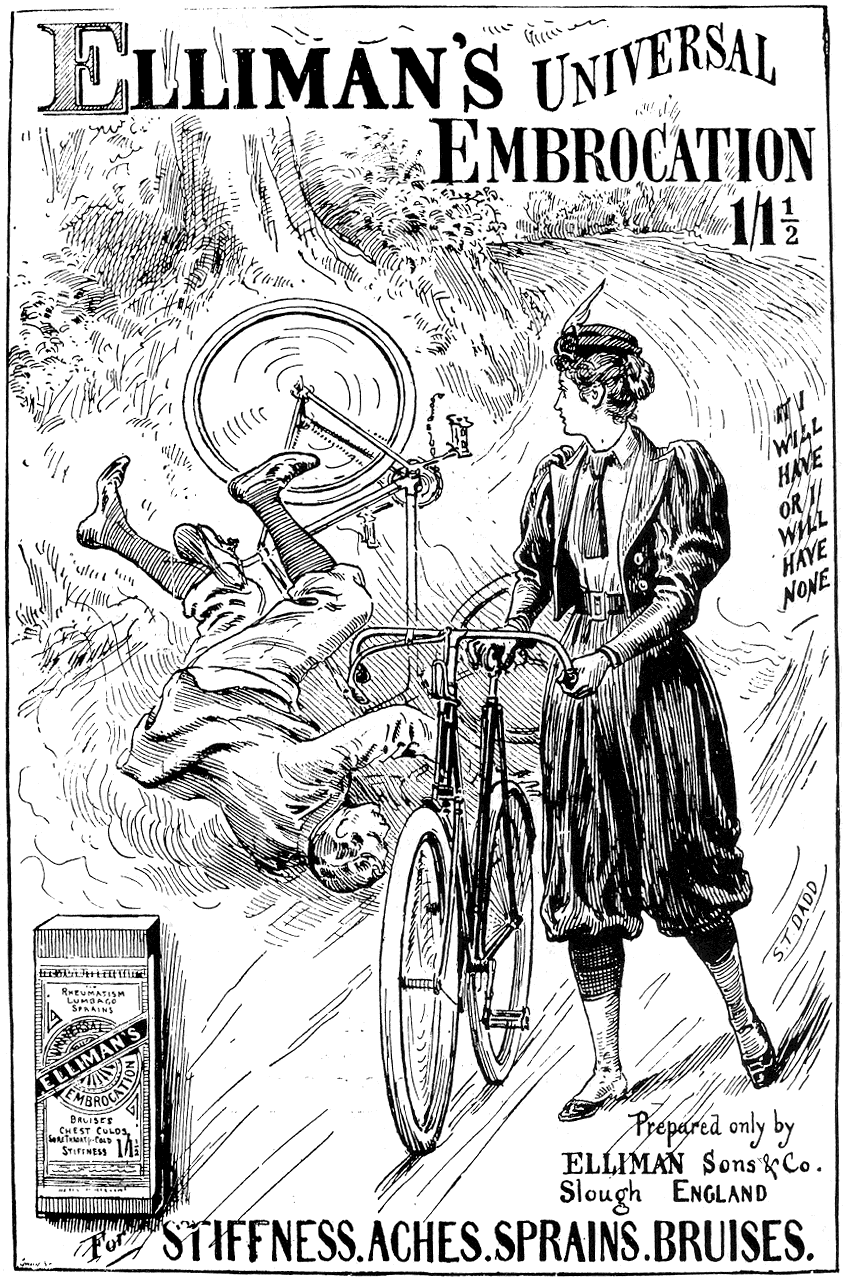
Radfahrerin im Fahrradanzug mit „Bloomers“ (Pumphosen), Werbung für Einreibemittel, 1897
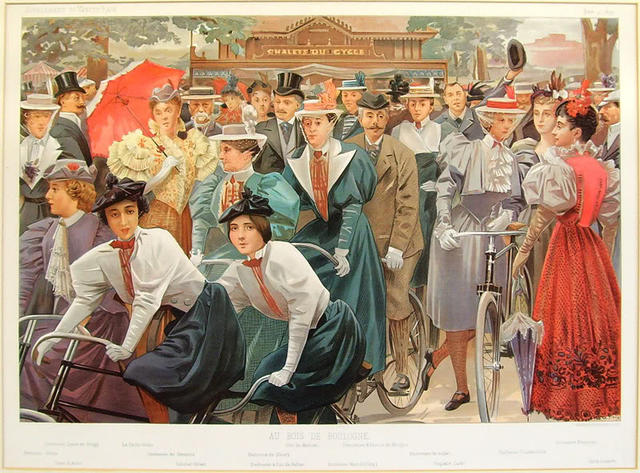
Jean Baptiste Guth, Radfahrerinnen im Pariser Bois de Boulogne, Doppelseite in Vanity Fair, 1897
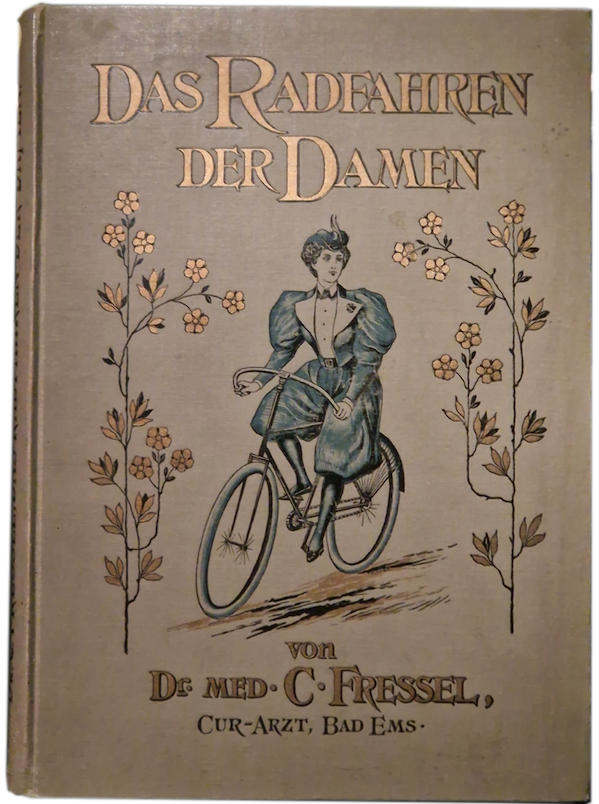
Carl Fressel, Das Radfahren der Damen, mit Radfahrerin in zeitgemäßer Kleidung, Erstausgabe 1897

Dies hatte weitreichende gesellschaftspolitische Konsequenzen. Viele der Frauen, die den Mut hatten, sich trotz Anfeindungen mit diesem modernen Gerät auf den Straßen fortzubewegen und ihre „züchtige“ Kleidung gegen für das Radfahren geeignete auszutauschen, hatten auch die Courage, womöglich politische Rechte für sich einzufordern. Sie wurden zu Vorreiterinnen der Frauenbewegung. 1896 sprach die US-amerikanische Frauenrechtlerin Susan B. Anthony in einem Zeitungsinterview mit der New York World über das Fahrrad: Ich denke, es hat mehr für die Emanzipation der Frau getan als irgendetwas anderes auf der Welt. Ich stehe da und freue mich jedes Mal, wenn ich eine Frau auf einem Fahrrad sehe. Es gibt Frauen ein Gefühl von Freiheit und Selbstvertrauen. Das neue Selbstbewusstsein manifestierte sich in Deutschland in der Herausgabe eigener Fachzeitschriften für Frauen wie „Die Radlerin“ oder „Draisena“.
Zunächst war das Radfahren ein prestigeträchtiges Hobby von Frauen aus den bürgerlichen Kreisen. Nach der Jahrhundertwende nutzten mehr und mehr Frauen aus unterprivilegierten Kreisen, etwa Dienstmädchen und Arbeiterinnen, das Rad als Verkehrsmittel, da es durch höhere Produktionszahlen immer erschwinglicher wurde. Diese Form der „Standesnivellierung“ führte zu weiteren Diskussionen über die Schicklichkeit des Fahrradfahrens von Bediensteten.  Während 1890 ein Fahrrad noch 230 Mark gekostet hatte, lag der niedrigste Preis eines Fahrrades ab 1911 bei rund 26,50 Mark, was in etwa dem durchschnittlichen Wochenlohn eines Arbeiters entsprach. Während vermögende Kreise sich zunehmend dem Automobil zuwandten, das wegen seines kostenintensiven Unterhalt nun als neues Luxusgut der Mobilität soziale Exklusivität herstellte, stieg die Zahl der Fahrradfahrerinnen aus ärmeren Schichten weiter an, besonders in den Städten.

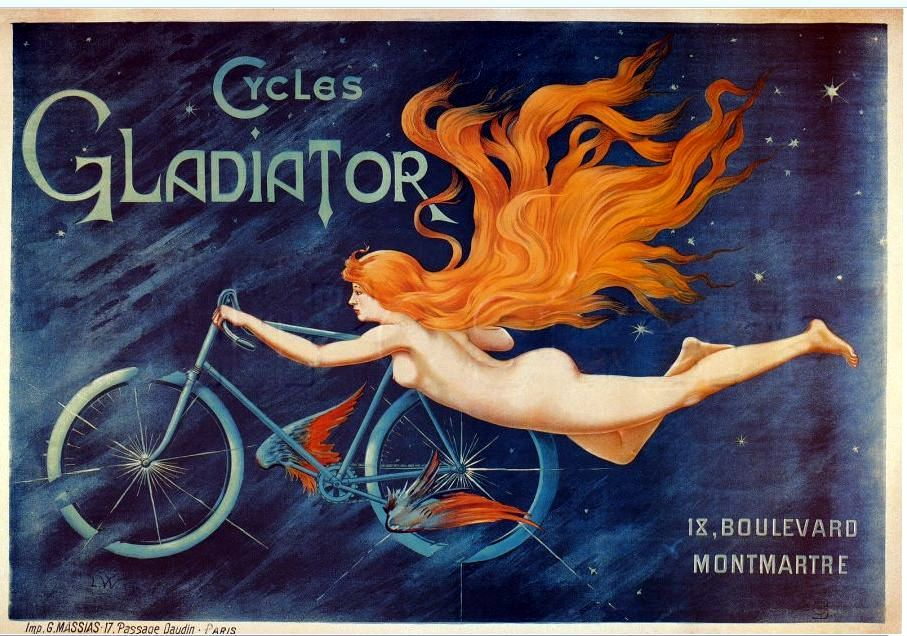
Werbeplakat des französischen Herstellers Société Gladiator, 1905

Obwohl das Radfahren von Frauen wegen ihrer damit wachsenden Unabhängigkeit und der Kleidung bis zum Ersten Weltkrieg im Allgemeinen noch gesellschaftlich verpönt war, wurden auf Werbeplakaten der Hersteller vorzugsweise Frauen abgebildet, womit eine leichte Handhabe des Fahrrades dargestellt werden sollte. Allegorische, mythologische,  leichtbekleidete oder nackte weibliche Figuren dienten zur Symbolisierung der durch das Fahrrad erlangten neuen Freiheit.

## Entwicklung des Radrennsports

### Die Anfänge
An den ersten Draisinenrennen (Ipswich 1819, München 1829) nahmen anscheinend nur Männer teil; in England ist ein für Damen gebautes „Hobby-Horse“ erhalten. Ende der 1860er Jahre gab es in Frankreich erste Rennen auf der Straße und der Bahn, an denen auch Frauen teilnahmen. Die ersten Radsportlerinnen waren vielfach zu diesem Zweck engagierte Schauspielerinnen oder Akrobatinnen, die unter einem Künstlernamen starteten, da das Fahrradfahren als anrüchig galt. Einige wenige waren vermutlich Frauen aus bürgerlichen Kreisen („independent minded daughters of the bourgeoisie“), deren sozialer Hintergrund jedoch möglicherweise von den männlichen Journalisten verschleiert wurde.

Englische Fahrerinnen vor einem Radrennen im Olympia-Velodrom in London, 1899
Französische Fahrerin mit dem Künstlernamen „Mademoiselle Serpolette“, 1899
Arithmetisches Damenradrennen, 1897; solche Wettbewerbe gab es auch für Männer
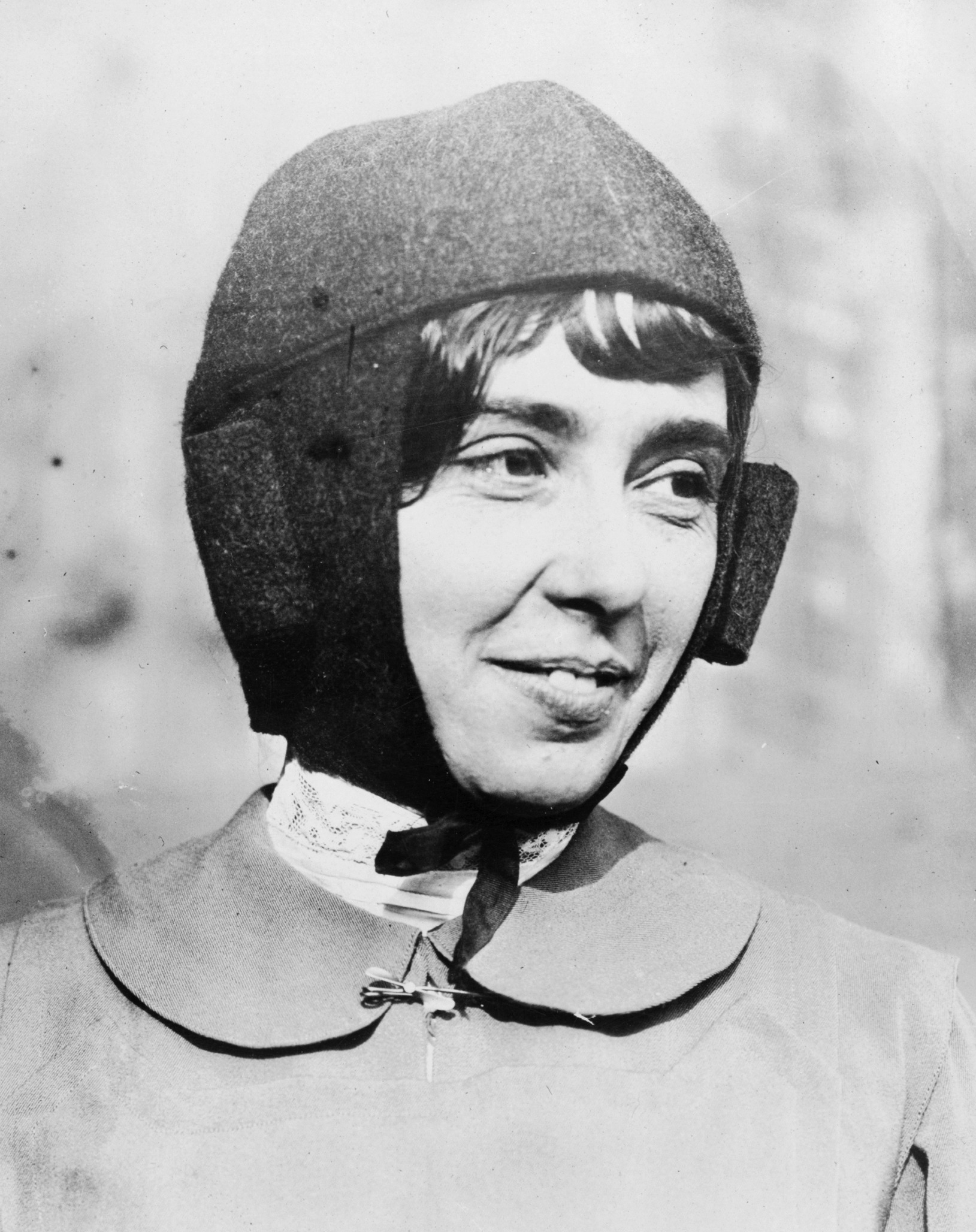
Hélène Dutrieu, 1897 erste Geschwindigkeits-Weltmeisterin, Porträt in Flugkleidung nach 1900

Zwischen 1868 und 1870 wurden in Belgien und Frankreich 23 Damenrennen auf Kurbelvelozipeden ausgetragen. Das erste bekannte Rennen fand am 1. November 1868 im Park von Bordelais bei Bordeaux statt, an dem vier Frauen teilnahmen und bei dem Miss Julie gegen Miss Louise gewann. 1869 wurde das erste internationale Straßenrennen über 123 Kilometer von Paris nach Rouen von der Zeitschrift Le Vélocipède Illustré organisiert, an dem unter den rund 100 Startern auch fünf Frauen teilnahmen. 33 Fahrer kamen ans Ziel, darunter eine Frau mit dem Pseudonym Miss America (Frau des Velozipedfabrikanten Rowley B. Turner (Marke „Vélocipèdes Américains“)), 1894 eine weitere unter dem Namen Mme. Sarti, die den 29. Platz belegte. Als sich 1891 mehrere Frauen zum Rennen Paris–Brest–Paris anmelden wollten, wurden sie von den Organisatoren zurückgewiesen. Und schon im ersten Jahr der Tour de France, 1909, wurde der Vorstoß, eine solche Tour auch für Frauen einzuführen, von der damals für die Organisation zuständigen Zeitschrift L’Auto abgelehnt.
Als das erste Radrennen für Frauen in Australien ist ein Rennen in Ashfield (New South Wales) 1888 über zwei Meilen dokumentiert. Siegerin wurde Miss Dot Morell. Auch in Australien wurde das Fahrradfahren von Frauen in den 1890er Jahren kontrovers diskutiert. Es war ausführliches Thema in Radsportzeitschriften, auch die Frage, ob Frauen Radrennen bestreiten sollten oder ob sie das männlich machen würde. Die in Australien vorherrschende Fahrradfabrik Malvern Star umwarb jedoch Frauen als Kundinnen und bildete sie in ihren Katalogen ab.
In den USA gab es 1895 und 1896 ein Sechstagerennen mit weiblicher Beteiligung, ein Jahr später in Großbritannien sogar ein Zwölf-Tage-Rennen, bei denen die Teilnehmerinnen jedoch täglich nur zwei bis vier Stunden fuhren. Es siegte die Fahrerin, die die größte Distanz zurückgelegt hatte. Bei den Sechstagerennen und Straßenrennen in den USA sorgte die schwedischstämmige Rennfahrerin Tillie Anderson für Furore, die von der League of American Wheelmen als „beste Radrennfahrerin der Welt“ bezeichnet wurde. 1902 musste sie allerdings ihre Karriere beenden, da in den USA Radrennen für Frauen verboten wurden.
In Dänemark fuhr die Radsportlerin Susanne Lindberg 1897 eine Strecke von 1000 Kilometer in 54 Stunden und 30 Minuten und war damit zwei Stunden und 50 Minuten schneller als der bisherige männliche Rekordhalter. In England löste indes die Rekordfahrt der 16-jährigen Tessie Reynolds von Brighton nach London (176 Kilometer in 8,5 Stunden) einen Skandal aus, da man die „unnötig männliche“ Kleidung („rational dress“) der jungen Frau kritisierte. In Schweden war die Nutzung des Fahrrades durch Frauen offensichtlich weiter verbreitet als in Deutschland, wie ein Artikel in Sport im Bild aus dem Jahre 1897 berichtet. Es gebe allerdings keine Frauenradsportvereine, weil „das Radfahren der Frauen etwas Alltägliches ist, und jeder Radsportverein aus Damen und Herren besteht“. Der Artikel beschreibt weiter, dass es in den Clubhäusern Umkleiden für beide Geschlechter gab und die Frauen im Verein auch stimmberechtigt waren. „Die deutsche Radfahrerin ist einstweilen noch weit entfernt von der sportlichen Freiheit, deren sich ihre schwedische Kollegin erfreut …“
In diese Zeit fiel die erste Umrundung der Welt durch eine Frau auf dem Fahrrad, Annie Londonderry. Sie startete im Juni 1894 in Boston und erreichte im September 1895 Chicago als Zielort. Grund für diese Fahrt soll eine Wette gewesen sein. Allerdings bestritt Londonderry weite Teile ihrer Reise mit dem Schiff.
Während offizieller Frauenradrennsport in Belgien und Frankreich in den 1890er Jahren schon als etabliert galt und es dort auch Profi-Rennfahrerinnen gab, war in Deutschland die Teilnahme von Frauen an Radrennen eher die Ausnahme. Das erste reine Damenrennen in Deutschland wurde 1890 in Machern bei Leipzig auf Dreirädern veranstaltet; die Siegerin erhielt als Preis eine Brosche sowie eine Schürze aus Seide. 1893 wurde das erste offizielle Rennen für Frauen auf Niederrädern in Berlin auf der Radrennbahn Halensee ausgetragen, an dem auch Frauen aus dem bürgerlichen Milieu teilnahmen. Eine der acht Starterinnen, die Berlinerin Amalie Rother, schrieb: „Wir alten Berliner Rennfahrerinnen wußten ganz genau, was wir thaten, als wir 1893 auf die Bahn hinaustraten. Wir wollten weder unsere Reize den Zuschauern präsentieren, für Mütter heranwachsender Töchter schon eine etwas schnurrige Zumutung, noch uns an den Preisen bereichern, sondern wir wollten dem Publikum zeigen, dass wir Herrinnen unserer Maschinen waren und den Damen zurufen: Hier, seht her und macht es uns nach! Beides ist uns gelungen.“ Es siegte Clara Beyer aus Berlin, die drei Jahre später einen Rekord über die Strecke von Berlin nach Halle aufstellte mit acht Stunden und 40 Minuten.
1892 wurde Marie Maag aus Zürich erstes weibliches Mitglied des Schweizer Radsportverbandes Schweizerischer Velozipedisten Verband.
In Österreich fand das erste Damenrennen 1893 in Baden bei Wien statt. Allerdings waren Rennfahrerinnen wie Mizzi Wokrina und Cenzi Flendrovsky die Ausnahme, wenn auch das Radfahren an sich durch bekannte Damen des Adels, darunter auch Kaiserin Sisi und Kronprinzessin Stephanie sowie ihre Tochter, begeistert betrieben wurde.
Am 2. August 1897 fand im belgischen Ostende die erste inoffizielle Weltmeisterschaft für Frauen statt. Erste Titelträgerin wurde die Profi-Rennfahrerin Hélène Dutrieu aus Belgien, die später eine Luftfahrtpionierin wurde. Im Jahr darauf nahm auch eine Fahrerin aus Berlin, Olga Krämer, an der Weltmeisterschaft teil. Die Titelkämpfe blieben jedoch inoffiziell, da sie von keinem Verband organisiert und anerkannt wurden. Vermutlich gingen die damaligen Weltmeisterschaften auf die Initiative privater Veranstalter zurück, die diesen Titel schlicht für sich vereinnahmten.
Der Deutsche Radfahrer-Bund (DRB), Vorläufer des Bundes Deutscher Radfahrer (BDR), versuchte ab 1896, Damenrennen in Deutschland zu unterbinden; 1897 wurde den weiblichen Mitgliedern zudem das Stimmrecht im Verband aberkannt. Da viele Veranstalter jedoch vom DRB unabhängig waren oder zu anderen Verbänden gehörten, wurden trotzdem weiterhin – allerdings nur einige wenige – Rennen mit weiblichen Teilnehmern ausgerichtet, zumal diese als Attraktion galten und viele Zuschauer anzog. So organisierte im September 1898 der Berliner Radrennverein auf der Radrennbahn Kurfürstendamm das erste internationale Damenrennen auf deutschem Boden, das trotz hoher Eintrittspreise gut besucht war. Der Radsportjournalist Fredy Budzinski vertrat die Meinung, „jeder anständige Mensch“ werde „sich aber sicherlich von einem derartigen Schauspiel fernhalten“.
Allgemein wurde Frauenradrennen in Deutschland der sportliche Wert abgesprochen, wohingegen das Radfahren von Frauen im Rahmen von Saal-, Reigen- und Wanderfahren als angemessen angesehen wurde und in der Folge auch entsprechend Zulauf erhielt. Im Jahr 1900 nahm der DRB das offizielle Verbot von Frauenrennen in seine Statuten auf und hielt es bis 1967 aufrecht. Frauen durften allerdings an Ausfahrten und Radwanderungen teilnehmen, was sie zu Tausenden wahrnahmen.

### Zwischen den Kriegen
Nach dem Ersten Weltkrieg veränderte sich die Einstellung zum Fahrradfahren von Frauen. Waren Radfahrerinnen zuvor vielfach Anfeindungen ausgesetzt gewesen, wurden sie nun gesellschaftlich akzeptiert; Radrennen als Sport für Frauen waren jedoch weiterhin nicht anerkannt. Damit wollten sich einige Radsportlerinnen nicht abfinden. 1923 berichtete die Zeitschrift Fußball: „Nach den Erklärungen des Altmeisters Rütt […] sind ihm in der letzten Zeit von deutschen Radlerinnen derartig viele Notschreie nach rennsportlicher Betätigung zugegangen, daß es sein gutes Herz einfach nicht überwinden kann, diese Bitten nun noch länger unerfüllt zu lassen. In diesem Jahre will er daher auf seiner Bahn das erste deutsche Damenrennen starten.“ Ob es indes dazu kam, ist nicht bekannt, zumal die Zeitschrift einräumen musste: „Nur eine Bedingung ist dabei, die, so fürchten wir, gleich die ganze Veranstaltung ins Wasser fallen lassen kann: es ist nämlich Straßen- und Sportdreß als Kleidung vorgeschrieben, während Renndreß ausdrücklich ausgeschlossen ist. Das ist allerdings sehr bitter.“
Im Jahre 1922 untersuchte ein Komitee in Australien den Nutzen von körperlicher Ertüchtigung für Mädchen; es empfahl mehrere Sportarten, darunter Radsport, solange dieser nicht als Wettkampfsport ausgeübt werde. In den 1920er und 1930er Jahren stellten australische Frauen zahlreiche Ausdauerrekorde mit dem Fahrrad auf, die jedoch von den Zeitungen kaum beachtet wurden. 1937 fuhr Joyce Barry in sechseinhalb Stunden von Newcastle nach Sydney, was einer Strecke von 160 Kilometern entspricht. Valda Unthank stellte zur selben Zeit mehrere Rekorde auf, darunter einen Distanzrekord von Adelaide nach Melbourne.
1924 nahm die Italienerin Alfonsina Strada am Giro d’Italia teil, weil man glaubte, dass sie ein Mann sei. Sie hatte sich mit Strada, Alfonsin eingeschrieben. Zwar stellte sich noch vor dem Start heraus, dass sie eine Frau war, doch ließ man sie trotzdem starten. Obwohl sie nach der achten Etappe, die in Perugia endete, aus dem Zeitlimit herausfiel, ließ der Veranstalter sie weiter fahren, da sie vom Publikum gefeiert wurde und für Schlagzeilen in den Zeitungen sorgte. Am Ziel in Mailand war sie immerhin 20 Stunden schneller als der offiziell letzte Mann.
Der Sächsische Radfahrerbund führte mehrere Jahre lang – der genaue Zeitraum ist unbekannt – eine Bezirksmeisterschaft für Frauen über fünf Kilometer durch, denen die Zeitschrift Der Radfahrer 1926 bescheinigte, sie seien halbe Jungens gewesen. Solche Wettbewerbe waren die Ausnahme, und nur wenige Fahrerinnen nahmen teil. Der Bund Deutscher Radfahrer wollte zwar offiziell keine Radrennen zulassen, aber mehr Frauen als Mitglieder und versuchte ihnen deshalb, vor allem den Saalsport schmackhaft zu machen. Der Deutsche Radfahrer schrieb 1934 zu Zeiten des NS-Regimes: „Im Reigen- und Kunstfahren kann die Frau ihre angeborene Grazie und Anmut besonders zur Geltung bringen […].“ Und fünf Jahre später hieß es nochmals ausdrücklich: „Von gewisser Seite wird es [das Radfahren] hin und wieder heute noch als Frauensport in Bausch und Bogen abgelehnt. Natürlich soll es keine weiblichen Rennfahrer geben.“
In den 1930er Jahren gab es mehrere inoffizielle Europa- und Weltmeisterschaften für Frauen. 1933 berichtete das Soerabaijasch Handelsblad von einer Europameisterschaft im Straßenrennen für Frauen, die bei Waterloo stattfand.  Obwohl in Antwerpen Frauenradrennen von der Gemeinde zunächst verboten worden waren, beschloss 1934 der belgische Sportpromoter Jos De Stobbeleire, dort Weltmeisterschaften durchzuführen. Dieser Plan führte zu Diskussionen in den Antwerpener Zeitungen, wodurch die öffentliche Aufmerksamkeit sehr groß wurde und Tausende Zuschauer an der Strecke standen. Von den angekündigten 50.000 Francs Gewinngeld wurden indes nur 7500 ausgekehrt, und eine internationale Teilnahme vorgetäuscht, indem niederländische Fahrerinnen als deutsche oder luxemburgische Meisterin angekündigt wurden. Am Start war aber auch die inzwischen 43-jährige Alfonsina Strada und wurde 15. Weltmeisterin wurde die Belgierin Elvire De Bruyn mit einer Zeit von zwei Stunden, 41 Minuten und 56 Sekunden für 90 Kilometer, was einem Durchschnitt von 33 Kilometern pro Stunde entsprach.  Die Niederländerin Mien van Bree wurde im Straßenrennen 1934 in Antwerpen Dritte und 1935, 1936 sowie 1937 Zweite. 1938 und 1939 wurde sie Europameisterin im Straßenrennen sowie Weltmeisterin. Damals waren Frauenradrennen auch in den Niederlanden verboten, und van Bree musste nach Belgien ausweichen, um Rennen zu fahren. Der niederländische Radsportfunktionär Gerard Bosch van Drakestein, der dem Rennen beigewohnt hatte, war zwar stolz auf die Leistung van Brees, aber auch der Meinung, dass es in den Niederlanden Frauenrennen allenfalls auf privatem Grund geben solle, da man dort für öffentliche Radrennen von Frauen zu „würdevoll“ sei.
Schon ab 1935 rückte der Belgische Wielrijders Bond öffentlich von Frauenrennen ab und verbot gegen Strafe deren Ausrichtung auf der Bahn. Nach dem Rücktritt der äußerst populären Elvire De Bruyn, deren Geschlechtsumwandlung zudem weitere Vorbehalte schürte, schlief das Interesse an Frauenradrennen in Belgien wieder ein.
In der Schweiz wurden 1940 Radrennen für Frauen offiziell anerkannt; das erste offizielle Rennen gab es aber erst 1976.

### Von 1945 bis 1984

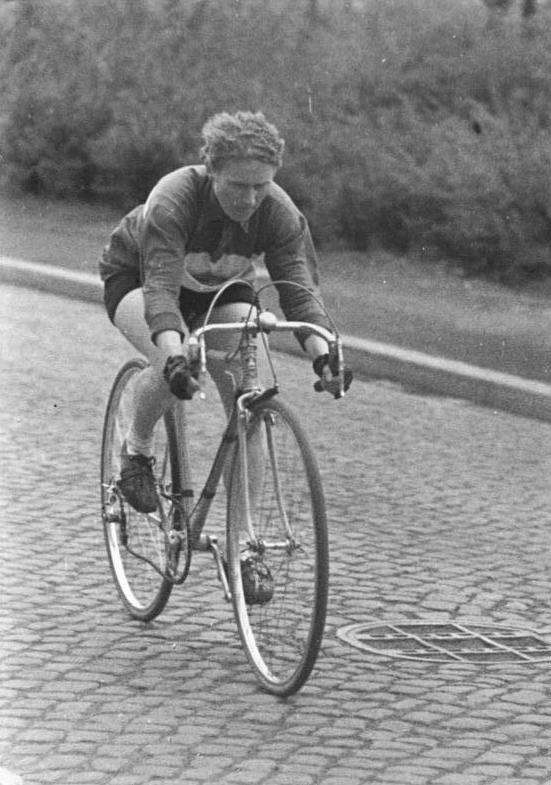
Elfriede Vey wurde erste DDR-Meisterin im Straßenrennen.

Im Januar 1951 beschloss der Deutsche Sportausschuß die Einführung von Straßenrennen für Frauen in der DDR in der Verantwortung der Sektion Radfahren. Die Wettkampfbestimmungen orientierten sich an denen des sowjetischen Verbandes, der schon längere Zeit Frauenrennen veranstaltete. 1951 fand das erste offizielle Frauenrennen in Deutschland anlässlich der Fernfahrt Rund um Leipzig über 20 Kilometer statt; Siegerin wurde Brigitte Stake aus Leipzig. Bereits 1949 starteten zwei Frauen – Erika Fuchs aus Magdeburg und Ella Vey aus Chemnitz – mit einer Lizenz des Radsportverbandes bei Straßenradrennen. In Ermangelung eigener Rennen durften sie an der Rennen der Männer teilnehmen. 1954 wurden in der DDR schon 14 Rennen mit Bestenwertung für Frauen organisiert. Das erste Bahn-Rennen wurde im April 1955 ebenfalls in Leipzig ausgetragen.
1956 wurde in der DDR die erste Straßen-Radmeisterschaft für Frauen ausgetragen, Meisterin wurde Elfriede Vey. Nach dem Leistungssportbeschluss im Jahre 1969, wonach vorrangig olympische Sportarten unterstützt wurden, ließ das Engagement für den Frauenradsport in der DDR jedoch stark nach, bis er 1984 olympisch wurde.
In Westdeutschland erließ noch 1956 der BDR eine Amtliche Bekanntmachung: „Aus gegebener Veranlassung wird darauf hingewiesen, dass es verboten ist, bei der Begleitung von Straßenrennen in offiziellen Begleitfahrzeugen Damen Platz nehmen zu lassen.“
1958 lehnte der BDR den Antrag in Westdeutschland Frauenrennen zuzulassen ab. In den folgenden Jahren wurden die Frauenrennen bei Weltmeisterschaften von der Radsport weitgehend ignoriert.
1951 fand in Algerien das erste Straßenrennen für Frauen in Nordafrika statt. Siegerin wurde die Französin Bonneau. In Südamerika gab es in den 1950er Jahren in einigen Ländern nationale Meisterschaften für Frauen im Straßenradsport und im Bahnradsport. Auch wurden Meisterschaften der Länder Mittelamerikas ausgetragen. Alicia Salazar war mehrfache Meisterin in Venezuela im Straßenrennen, Chavarria Pérez aus Venezuela war 1951 Gewinnerin der Meisterschaft Mittelamerikas im Straßenrennen.
1958 nahmen Frauen erstmals an UCI-Weltmeisterschaften teil, auf der Straße wie auf der Bahn, während in der Bundesrepublik Frauenradrennen weiterhin verboten blieben. Erste offizielle Straßenweltmeisterin wurde die Luxemburgerin Elsy Jacobs; der Bahnradsport wurde über Jahre von der Britin Beryl Burton, der Belgierin Yvonne Reynders sowie von Sportlerinnen aus der UdSSR dominiert. Der westdeutsche Berichterstatter vor Ort resümierte: „Über das Experiment sogenannter Frauen-Radweltmeisterschaften sich zu verlieren, möge man uns ersparen. Sportverbände, die ernst genommen werden wollten, müssen sich in dieser Frage entscheiden, welche Sportarten in ihrer Eigenart für eine Frau geeignet sind. Frauen mögen Radrennen fahren – dagegen wenden wir uns nicht. Aber bei Weltmeisterschaften, bei denen zu kämpfen die besten Talente dieser Sportart gerade noch gut sind, haben die Frauen nichts zu suchen.“
In Großbritannien richtete die 1949 gegründete Women’s Cycle Racing Association im Anschluss an die erste UCI-Weltmeisterschaft die erste nationale Meisterschaft für Frauen aus. 1999 löste sich der Verband mit der Aussage auf: „Mission accomplished“.
Anlässlich der UCI-Bahn-Weltmeisterschaften 1963 in Rocourt vertrat die Zeitschrift Radsport die Ansicht: „Wettbewerbe der Frauen mögen vielleicht auf manchen Gebieten attraktiv sein, zum Beispiel im Kunstfahren; im Rennsport sind sie es nicht. Denn hier hat in den meisten Fällen Venus vergessen, einen Strahl ihrer Gunst auf ihre radelnden Kolleginnen zu schicken.“ Besonders kritisch reagierten die deutschen Journalisten auf die britische Radrennfahrerin Beryl Burton, die Mitte der 1960er Jahre schon mehrfache Weltmeisterin war und zahlreiche nationale Titel sowie Rekorde hielt, was ihr den Titel „British Best Allrounder“ eingetragen hatte, den sie 25 Jahre innehatte. 1967 stellte sie zudem einen britischen Zwölf-Stunden-Rekord auf, der besser war als der der Männer. In einem Bericht über die UCI-Straßen-Weltmeisterschaften 1967 titulierte die westdeutsche Zeitschrift Radsport Burton, in ihrem Heimatland bereits ein populärer und respektierter Sportstar, geringschätzig als „radelnde englische Hausfrau“. Schon bei den Weltmeisterschaften 1963 hatten deutsche Journalisten öffentlich Burtons Ehemann bemitleidet und sich darüber Gedanken gemacht, wer im Hause Burton denn wohl die Betten mache, ungeachtet der Tatsache, dass es ihr Mann gewesen war, der sie zum Radsport gebracht hatte und sie auch trainierte.
1965 errang die DDR-Straßenmeisterin Elisabeth Eichholz als erste Deutsche den offiziellen Titel einer Weltmeisterin im Straßenrennen, so dass selbst die Radsport über das Frauenrennen berichtete, wenn auch nur kurz und ohne Foto. Bei der 1966 in Frankfurt am Main ausgetragenen Straßen- sowie Bahn-WM waren keine westdeutschen Rennfahrerinnen am Start.
Am 4. März 1967 erlaubte der BDR in der Bundesrepublik offizielle Frauenrennen nach kontroversen Diskussionen auf der Bundeshauptversammlung in Ludwigsburg. Im Vorfeld sagte der damalige BDR-Präsident Erwin Hauck: „Solange ich hier Präsident bin, wird es im BDR keinen Rennsport für Frauen geben.“ Der Sportmediziner Joseph Keul legte der Versammlung dar, dass „Rennsport für die Frau biologisch-medizinisch nicht negativ zu beurteilen ist“. Straßenfachwart Heinz Ewert, der die Ablehnung des Antrags aus „ästhetischen Gründen“ gefordert hatte, wurde überstimmt. Der Journalist Mathias Gasper schrieb in der Zeitschrift Radsport, die bisherige Verpöntheit des Frauenradrennsports sei „nicht unbegründet“: „Da wir aber in einem demokratischen Staat und vor allem in einer Zeit der Sensationen leben, hat sich jeder der Mehrheit anzupassen.“  Schon rund zwei Wochen später starteten am 19. März 1967 beim ersten Frauenrennen 15 Fahrerinnen bei Durch die Havelberge. Im August 1967 nahmen erstmals Frauen für den BDR an der UCI-Straßen-Weltmeisterschaft teil, im Aufgebot standen Monika Mrklas, Martha Büttner und Ursula Bürger.
Erste Straßenmeisterin wurde 1968 Monika Mrklas. 1978 wurde mit Beate Habetz die zweite Deutsche, dieses Mal aus der Bundesrepublik, Weltmeisterin im Straßenrennen, nachdem der BDR zu den Weltmeisterschaften von 1972 bis 1977 keine Vertreterinnen gesandt hatte. In der Schweiz wurde 1982 die erste Straßenmeisterschaft für Frauen ausgerichtet, und in Österreich im Jahre 1990. 1996 wurde in der Schweiz die Radsportlerin Barbara Heeb zur Sportlerin des Jahres gewählt.
Nicht nur in der DDR, auch in Ländern wie Frankreich, den Niederlanden und den USA hatte Frauenradsport einen höheren Stellenwert als in der Bundesrepublik Deutschland: „Dort hatten nicht nur die Radsportlerinnen die volle Akzeptanz – vonseiten der Funktionäre ebenso wie von Zuschauerseite –, auch wurden schon über Jahre bedeutende Etappenrennen und international stark besetzte Eintagesrennen durchgeführt.“ In West-Deutschland hingegen gab es nur eine einzige Radrundfahrt für Frauen, im Jahre 1979 in Bamlach. Die mehrfache Deutsche Meisterin und Bronze-Medaillengewinnerin der Olympischen Spiele 1984 in Los Angeles, Sandra Schumacher, beklagte zudem in einem Interview, dass Rennen in Deutschland zu kurz seien, um sich auf internationale Wettbewerbe, die meist über doppelt so lange Strecken gingen, einstellen zu können.

### Seit 1984

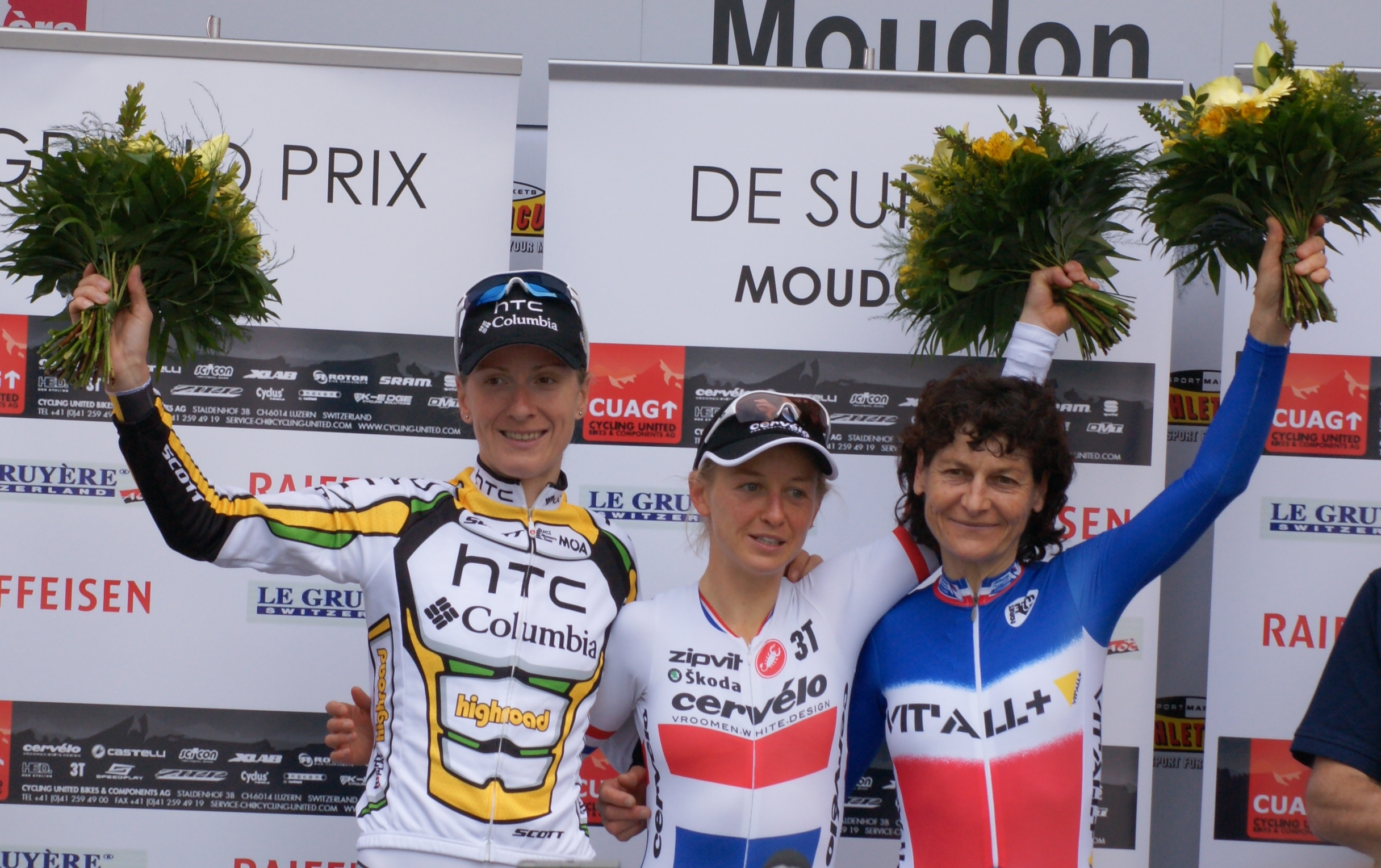
Drei erfolgreiche Radsportlerinnen der Gegenwart: Judith Arndt, Emma Pooley und Jeannie Longo-Ciprelli (2010)

1984 wurde das Straßenrennen für Frauen olympische Disziplin; erste Olympiasiegerin war die Amerikanerin Connie Carpenter-Phinney. 1988 folgte der Bahnradsport und 1996 Mountainbike. BMX für Frauen wurde erst ab 2008 olympisch. Zum Vergleich: Schon bei den Olympischen Spielen 1900 waren 20 Frauen in verschiedenen Fechtdisziplinen am Start. Schwimmen zum Beispiel wurde schon ab 1912 bei Olympia für Frauen ausgerichtet. 1984 organisierte die ASO erstmals die Tour de France Fémininin, die über 18 Etappen ging, allerdings nach dem Willen der UCI auf 1000 Kilometer begrenzt werden musste (die Männer bewältigen über 4000 Kilometer). Das Rennen wurde bis 2009 ausgetragen, wenn auch nicht mehr von der ASO. Die Frauen fuhren vor den Männern und kamen jeden Tag mit zwei Stunden Vorsprung vor denselben Zuschauern ins Ziel, die wegen der Männer gekommen waren.
Jedoch werden inzwischen zunehmend Rennen in allen Disziplinen auch für weibliche Radrennfahrer veranstaltet. So bekamen einige internationale Rennveranstaltungen ein „weibliches Pendant“, aber es entstanden auch eigenständige Wettbewerbe. Internationale Radsportteams (UCI Women’s Teams) für Frauen, die bis dahin offiziell als Amateure galten, gibt es seit 1999, einen Rad-Weltcup der Frauen seit 1998. 1988 wurde der Giro d'Italia Donne erstmals ausgetragen.
Trotzdem müssen Radsportlerinnen noch immer um Anerkennung kämpfen und der Frauenradsport um die Aufmerksamkeit von Medien und Sponsoren. 1989 verteidigte der damalige Bundestrainer Klaus Jördens den Radrennsport von Frauen und stellte fest: „Die Frauen müssen doch genauso hart trainieren wie die Männer. Natürlich bewegen sie nie solche Übersetzungen wie ein Profi [damit sind Männer gemeint], und die Distanzen im Rennen müssen auch kürzer sein. Die Konkurrenz im Frauenfeld ist jedoch genauso groß wie bei den Männern. Da werden Leistungsgrenzen tangiert, da wird verbissen gefightet – bis hin zum Sturz in manchen Fällen.“ Erst im Jahr zuvor war erstmals mit Jutta Niehaus eine „Radsportlerin des Jahres“ gewählt worden. Eine Galionsfigur des internationalen Radsports von den 1980er Jahren bis in die 2010er Jahre hinein. war Jeannie Longo-Ciprelli, die zehnmal Weltmeisterin in verschiedenen Disziplinen auf Bahn und Straße wurde und eine Goldmedaille bei Olympischen Spielen gewann.
Bei der Grande Boucle Féminine, dem bis 2009 stattfindenden „weiblichen“ Gegenstück zur Tour de France, wurde täglich nach Etappenende ein „Preis der Eleganz“ vergeben, was bezeugt, dass weiterhin von Radsportlerinnen eine gewisse Weiblichkeit erwartet wurde. Zum Abschluss gab es den Preis „Super-Elegance“.
In vielen Ländern Asiens, Südamerikas und vor allem Afrikas ist der Radrennsport von Frauen kaum repräsentiert, wobei es „Radsportinseln“ auch für Frauen gibt wie etwa China, Thailand, Malaysia, Kolumbien und Kuba. Außer Malaysia sind im Frauenradsport keine muslimischen Staaten vertreten, wenn auch 2013 bekannt wurde, dass sich in Afghanistan das erste Fahrradnationalteam gebildet hatte, mit dem Ziel, an den Olympischen Spielen 2016 in Rio de Janeiro teilzunehmen. In Afrika gibt es zwar das von der UCI eingerichtete World Cycling Centre Africa in Südafrika, um den Radsport in Afrika zu fördern, dort wird jedoch bisher keine einzige Frau als Fahrerin oder Trainerin ausgebildet.
2010 hatte der Bund Deutscher Radfahrer rund 135.000 Mitglieder, von denen rund 20.000 Frauen waren.

### Ab 2012

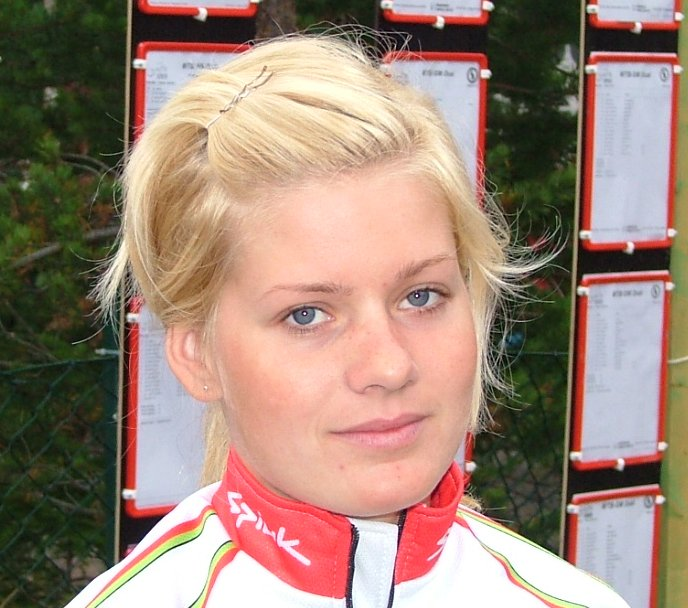
Führte 2013 die UCI-Weltwertung an: Emma Johansson

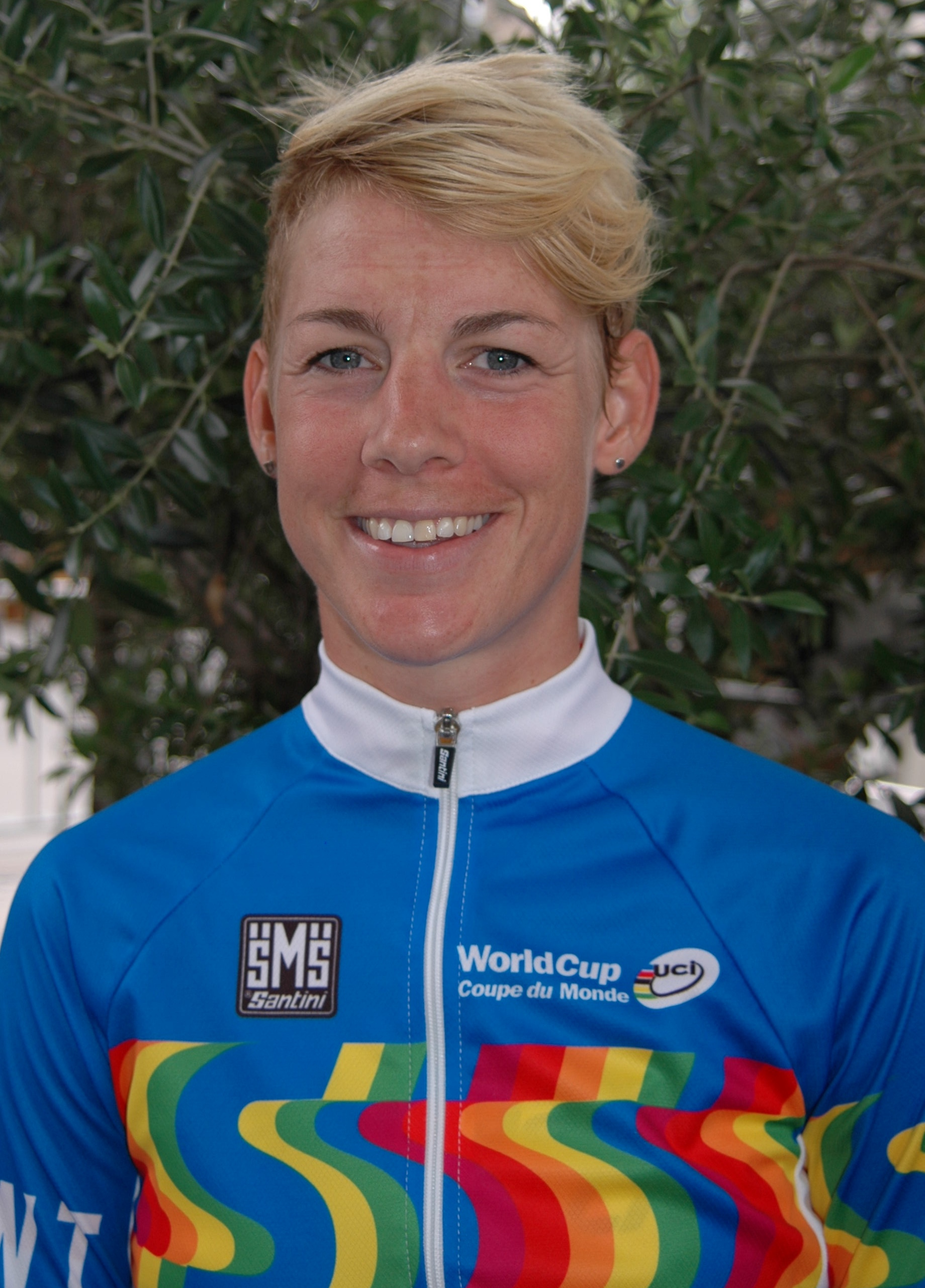
Iris Slappendeel gründete 2017 The Cyclists’ Alliance

Bei den Olympischen Spielen 2012 in London bestritten Männer und Frauen in den Radsport-Disziplinen auf Bahn und Straße, im Mountainbike- wie im BMXrennen erstmals die gleiche Anzahl von Wettbewerben in allen Disziplinen. Allein das Zweier-Mannschaftsfahren stand erst 2020 auch für Frauen auf dem Programm. Die Britinnen Laura Kenny und Katie Archibald wurden in Tokio die ersten Olympiasiegerinnen in dieser Disziplin.
2013 kritisierten britische Radsportlerinnen den Präsidenten des britischen Radsportverbandes British Cycling und späteren Präsidenten des Weltradsportbandes UCI Brian Cookson für dessen mangelnde Unterstützung des Frauenradsportes, obwohl er anderes versprochen habe. Zudem forderten erfolgreiche Radsportlerinnen wie die Niederländerin Marianne Vos und Emma Pooley ein neues Pendant zur Tour de France für Frauen mit vergleichbaren Leistungsanforderungen; diesem Ansinnen stehen allerdings „seltsam anmutende“ Regeln des Weltradsportverbandes entgegen, die besagen, dass Rundfahrten für Frauen nicht länger als acht Tage und eine Etappe höchstens 130 Kilometer lang sein darf. Die Organisatoren der Tour of Britain kündigten an, im Jahre 2014 erstmals auch eine Rundfahrt für Frauen auszurichten und männlichen wie weiblichen Teilnehmern dasselbe Preisgeld zu zahlen.
Ebenfalls 2013 wurde die Australierin Tracey Gaudry, eine ehemalige Radrennfahrerin, als erste Frau in der Geschichte der UCI ins Präsidium gewählt.
2016 startete erstmals die Women’s World Tour für Straßenradsportlerinnen. 2020 umfasste die Tour 21 Veranstaltungen (die World Tour der Männer bestand aus 36 Rennen). 2018 kündigte die UCI ein zweistufiges System für den Frauenradsport an, das bis 2023 zu einem obligatorischen Mindestgehalt von knapp über 30.000 Euro für die Women’s WorldTeam führen soll, welches dem der Continental Team der Männer entspricht. 1998–2015: UCI Women’s Road Cycling World Cup. Diese Rennserie bestand aus nicht mehr als 10 Tagesrennen pro Jahr. 2019: Die UCI verkündete, die Preisgelder bei Frauenrennen zwischen 2019 und 2022 um 10 Prozent zu erhöhen und damit die Auszahlungen an die der Männer anzugleichen. 2020 wurde eine Mutterschaftsurlaubsklausel in ihre Verträge zwischen selbständigen Fahrerinnen und deren Women's WorldTeams eingeführt. Danach erhalten die Frauen erhalten drei Monate Urlaub, während sie Anspruch auf 100 Prozent ihres Gehalts erhalten, gefolgt von weiteren fünf Monaten zu 50 Prozent ihres Gehalts. Das derzeitige Mindestgehalt für WorldTeam-Fahrerinnen beträgt 15.000 Euro (Stand 2020).

### Abseits des Pelotons

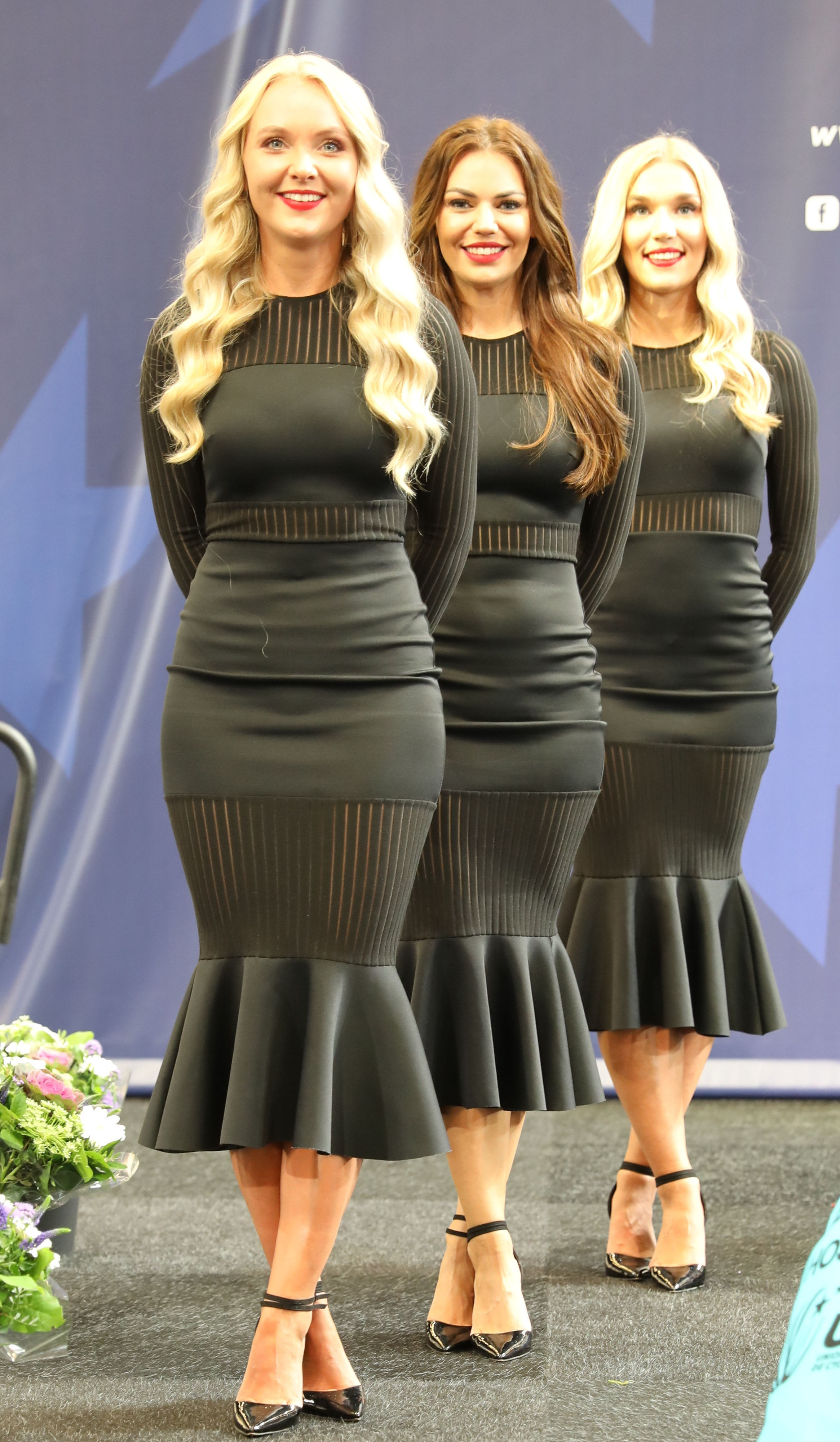
„Ehrendamen“ bei der Bahn-EM 2019

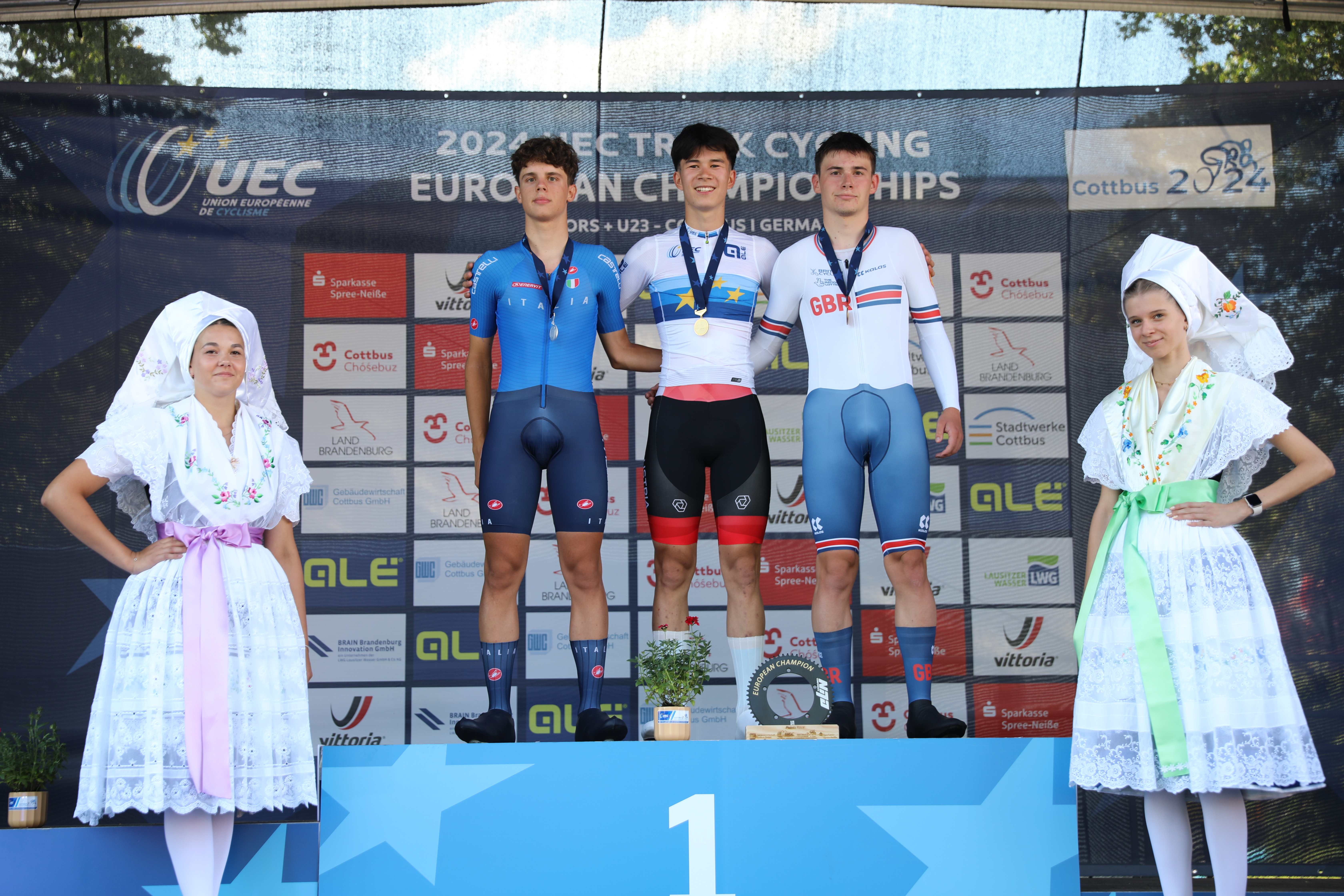
Siegerehrung mit Frauen in sorbischer Tracht (2024)

Jahrzehntelang spielten Frauen im Radrennsport eine weitere Rolle abseits des eigentlich Sports: Sie „zierten“ die Siegerehrungen, zunächst vor allem bei den Männern. Zum Ritual gehörte, dass der Sieger von den Frauen – Ehrendamen, Hostessen oder Podium girls genannt – geküsst wurde. Man habe, so die Autorin Hannah Ross, mitunter das Gefühl gehabt, dass die „Podium girls“ mehr Aufmerksamkeit erhalten hätten als die Teilnehmerinnen von La Course by Le Tour de France, einem Rennen, das etwa 2014 vor der Ankunft der Männer-Tour in Paris ausgetragen wurde. Ab Mitte der 2010er Jahre wurde es zunehmend Usus, bei Siegehrungen die früher gestylten „Ehrendamen“ oder „Hostessen“ zu ersetzen, entweder durch Frauen und/oder Männer, die leger oder sportlich gekleidet sind oder Trachten der Region tragen, wo die Wettbewerbe stattfinden. Den Anfang machten die Tour Down Under und die Katalonien-Rundfahrt. Die Küsse für die SiegerInnen wurden ebenfalls abgeschafft, auch bedingt durch die COVID-19-Pandemie.

## Doping
Der professionelle Radsport der Männer gilt als älteste kontinuierlich praktizierte Populärsportart der Neuzeit und hat eine lange Tradition in der körperlichen Manipulation. Inwieweit dieses Fazit speziell auch auf den relativ jungen Profi-Rennsport der Frauen zutrifft, ist weitgehend unerforscht. Zwar hieß es in einer Zeitung über das Sechstagerennen in London 1897: „Ohne Unterlass müssen sich die Radlerinnen von ihren Freunden künstliche Reizmittel reichen lassen“, es ist jedoch nicht bekannt, welche Stoffe der Begriff „künstliche Reizmittel“ bezeichnet. Bei den Männern standen damals Koffein, Kokain und Strychnin als Dopingmittel hoch im Kurs.
Erstmals einer breiteren Öffentlichkeit bekannt wurden Dopingfälle von weiblichen Radsportlern anlässlich der Olympischen Spiele 1984 in Los Angeles. Damals wurde die US-Amerikanerin Cindy Olavarri bei einer Trainingskontrolle positiv auf Anabole Steroide getestet und aus dem Olympiakader ausgeschlossen, und ihre Landsmännin Rebecca Twigg gestand später ein, vor dem olympischen Rennen auf Anweisung des damaligen Nationaltrainers Edward Borysewicz wie andere Fahrer auch Blutdoping durchgeführt zu haben, was damals allerdings nicht ausdrücklich verboten war; ihre Kollegin Connie Carpenter hatte das Doping verweigert. Im Jahr zuvor war die deutsche Fahrerin Claudia Lommatzsch bei den UCI-Bahn-Weltmeisterschaften 1983 positiv auf Ephedrin getestet worden und ihr wegen Dopings der zweite Platz im Sprint aberkannt worden; die Entscheidung wurde aber später von der UCI revidiert.
Jeannie Longos Stundenweltrekord, den sie 1987 in Colorado Springs aufgestellt hatte, wurde wegen Einnahme von Ephedrin annulliert. Im Zusammenhang mit der BALCO-Affäre wurde die US-amerikanische Radsportlerin Tammy Thomas lebenslang gesperrt. Eine Ärztin bezeugte später, 2002 habe Thomas männliche Merkmale wie tiefe Stimme, Bartwuchs in Gesicht und auf der Brust sowie Glatzenbildung aufgewiesen.
Radsporttrainer Jochen Dornbusch vertrat 2009 die Ansicht, dass die öffentliche Meinung über Doping im Radsport zu Unrecht auch auf die Frauen übertragen werde. Die meisten weiblichen Radprofis würden nicht genügend Geld verdienen, um sich teure Dopingmittel leisten zu können.